# Skip Beat!
Skip Beat! (スキップ・ビート! Sukippu Bīto!) là một bộ truyện tranh thuộc thể loại shōjo của Nhật Bản, được sáng tác bởi Yoshiki Nakamura. Bộ truyện tranh được đăng lần đầu tiên trên tạp chí Hana to Yume vào ngày 15/02/2002. Tính đến ngày 19/3/2024, Skip Beat đã có 310 chương được xuất bản. Tại Việt Nam, truyện được Nhà xuất bản Trẻ mua bản quyền phát hành.
Skip Beat cũng được Hal Film Maker chuyển thể thành phim hoạt hình và được công chiếu từ 05/10/2008 tới 29/03/2009 với độ dài 25 tập, kết thúc tại chap 67 (tập 11) của manga.

## Cốt truyện
Skip Beat! là câu truyện về Kyoko Mogami, một cô gái 16 tuổi, đem lòng yêu người bạn thuở thơ ấu của mình, Shotaro Fuwa, nhưng sau đó lại bị anh ta phản bội. Khi còn nhỏ, Kyoko dành phần lớn thời gian ở quán trọ của ba mẹ Shotaro, vì vậy mà cô đã học được rất nhiều về các công việc liên quan đến nhà trọ (cách đối xử với khách, cách đi đứng, các buổi tiệc trà,...). Shotaro do không muốn tiếp tục nghề của ba mẹ, đã chuyển tới Tokyo để tập trung vào sự nghiệp ca nhạc và lấy nghệ danh là Sho Fuwa. Sho đã đề nghị Kyoko bỏ học và rời khỏi Kyoto theo giúp cậu ta. Khi tới Tokyo, Kyoko làm việc rất vất vả, căn cơ tiết kiệm, dành toàn bộ mọi thứ, làm mọi việc hỗ trợ Sho, để cuối cùng cậu cũng thành công trong sự nghiệp, thậm chí đứng thứ 7 trong top những người đàn ông nổi tiếng của Nhật Bản. Tuy nhiên, một ngày nọ, cô đã tận mắt chứng kiến Shotaro nhạo báng về cô với người quản lý của mình, rằng cậu chỉ coi cô là một người con gái xấu xí, đơn giản và chán ngắt và việc mang cô đi theo là để giúp hắn làm việc nhà. Kyoko không hề rơi lệ nhiều, trái lại, chiếc hộp Pandora của cô mở ra, và cô đã thề báo thù Sho bằng việc trở thành một ngôi sao lớn hơn hắn. Kyoko thay đổi hình ảnh của mình, bắt đầu bước vào thế giới giải trí đầy phức tạp. Skip Beat! là hành trình đối mặt và tìm cách vượt qua rất nhiều thách thức của Kyoko. Trong quá trình ấy, cô đã từng bước tìm lại niềm tin và lòng tin yêu đã mất khi trái tim tan vỡ lần đầu bởi Sho, cũng như khám phá được những tài năng ẩn chứa trong chính bản thân mình.

## Nhân vật
Kyoko Mogami (最上 キョーコ Mogami Kyōko or 京子, Kyōko)
Lồng tiếng bởi: Miki Nagasawa (drama CD), Marina Inoue (anime)
Kyoko là một cô gái 16 tuổi mong muốn trả thù ngôi sao nhạc pop thành công Fuwa Shou, người bạn thời thơ ấu của mình cũng như là người mà cô đã đặt hết tình yêu vào và dành cả một nửa cuộc sống của cô xoay quanh anh. Cô hoàn toàn từ bỏ tương lai của mình và nguyện ý hỗ trợ anh trong việc thực hiện ước mơ ca hát, luôn luôn mỉm cười khi được giúp đỡ anh. Nhưng cậu ta lại nghĩ về cô như một thứ khá có ích mà anh có thể thẳng tay gạt sang một bên khi anh đã thành công. Khi Kyoko biết rõ được cái cách cô ấy đã bị sử dụng, một chuỗi cảm xúc tiêu cực bị đàn áp lâu nay đã tuôn trào ra cùng một lúc. Cô tức giận lao lên định đánh cậu ta và thề sẽ trả thù nhưng lại bị ngan căn bởi bảo vệ. Shou chế nhạo khi chỉ ra tình trạng thực tế của Kyoko, rằng cô sẽ mãi không có cơ hội làm tổn hại đến anh ta, và bảo nếu cô ấy thực sự muốn trả thù thì trước tiên là phải bắt kịp anh ta đã. Kyoko đã lập lời thề đó và bắt đầu thay đổi bản thân, cố gắng biến mình trở thành một người có thể trở thành sự hiện diện cao nhất của giới giải trí. Nhân vật của cô liên tục phát triển trong suốt bộ phim, cơn tức giận của cô bắt đầu mờ dần trong quá trình cố gắng phấn đấu với mục tiêu của mình cùng những mối quan hệ mới và lợi ích.
Tính cách nổi bật của cô là thường hay đưa ra những quyết định điên rồ và khiêm nhường quá mức, tiếp đó là trí tưởng tượng bao la luôn hoạt động hết công suất của mình. Vì cô đã lớn lên ở gia đình của Ryokan Fuwa, chủ của một quán trọ truyền thống Nhật Bản, những kỹ năng nên tảng cô đều bắt nguồn từ việc làm việc ở đó. Cô luôn sống rất tích cực, lạc quan và vui vẻ, ấm áp, và khi cô ấy mất bình tĩnh hay đau khổ cùng những cảm xúc tiêu cực khác, cô đều luôn kiềm chế. Có lẽ là trước khi 'chiếc hộp của Pandora ' của cô bị mở bung ra thì cô đã chưa bao giờ giải quyết cơn tức giận từ ngọn nguồn cả, và cũng chưa bao giờ học được cách làm như vậy trong suốt khoảng thời gian đó. Cô có một lối tư duy rất độc đáo, nhưng thường bị đóng hộp bởi những định kiến của mình, đặc biệt là vì lòng tự trọng thấp của mình. Cô ấy có một sự tôn trọng rất lớn cho thần tiên, và cô không nhận ra rằng họ không tồn tại. Kyoko yêu những thứ đẹp, và thường mơ mộng về những câu chuyện cổ tích phương Tây.
Về mặt tâm lý, Mogami Kyoko chủ yếu là một đứa trẻ bị lạm dụng tình cảm. Cha cô chưa từng được đề cập, nhưng mẹ cô là một người lạnh lùng, luôn đòi hỏi nhiều ở người khác và đã để cô lại cho gia đình Fuwa Sho chăm sóc khi cô vẫn còn khá nhỏ. Cô còn bị bắt nạt ở trường (lý do là vì cô quá thân thiết với Fuwa Sho), bởi vậy có thể nói cô gần như đã bị cô lập trong xã hội. Vậy nên đối với cô, Fuwa Shou là ánh sáng, là tín ngưỡng,  là lý do tồn tại duy nhất. Thế nên, khi bị phản bội bởi cậu ta, cô đã chuyển cảm xúc của mình theo một chiều hướng mới, là hận. Nhưng chủ tịch Takarada đã nhận ra vấn đề thực sự của cô ấy, đó chính là sự thiếu sót về mặt tình cảm cùng sự đổ vỡ cảm xúc quá lớn. Vậy nên, ông đã lập ra ban "Love me" nơi cho cô cơ hội để được chữa lành bằng cách nuôi dưỡng cảm xúc 'mong muốn được yêu thương' và "mong muốn có những người bạn quan tâm đến cô", đồng thời cũng cho phép cô tiếp cận với ước mơ của mình, đạt thành công trong sự nghiệp.
Sau này, cảm xúc của Kyoko dần phụ thuộc vào Tsuruga Ren hơn và những nhiệm vụ mà cô nhận được thường liên quan đến việc hỗ trợ anh, nhưng không phải thế mà cô bỏ bê công việc của mình. Cô vẫn chăm chỉ tham gia diễn xuất và đạt được một số thành công nhất định, nhưng chủ yếu là các vai phản diện.
Ren Tsuruga (敦賀 蓮 Tsuruga Ren)
Lồng tiếng bởi: Ken Narita (drama CD), Katsuyuki Konishi (anime)
Ren là một người rất tốt bụng và dịu dàng. Anh diễn xuất rất nghiêm túc và chuyên nghiệp và luôn đáp ứng được niềm hy vọng từ những người xung quanh. Trước công chúng anh vẫn luôn duy trì hình ảnh hoàn hảo nhưng lại thường xuyên để lộ bộ mặt thật của mình trước Kyoko. Ban đầu anh cũng không hài lòng với cô vì lý do tham gia giới giải trí vô cùng không đúng đắn và thường được tìm cách để làm phiền và trêu chọc cô. Tuy nhiên, khi anh nhận ra rằng diễn xuất của cô không còn chỉ là  một công cụ để trả thù, anh bắt đầu hỗ trợ cô và công nhận là một tài năng vừa chớm nở. Mặc dù lúc đầu từ chối, cuối cùng anh đến các điều khoản với tình yêu của mình cho Kyoko và lớn như một diễn viên như là kết quả của việc thực hiện. Anh đã nỗ lực rất nhiều để thể hiện tình yêu của mình, nhưng Kyoko lại có mắt như mù khi chẳng khi nào nhận ra được những dấu hiệu đấy. Ren được bình chọn là nam giới nổi tiếng hàng đầu tại Nhật Bản vào các cuộc thăm dò tương tự như xếp hạng Sho thứ bảy, tăng cường cảm xúc của người đó ghen tuông và sự cạnh tranh về phía anh. Ren xu hướng trở nên không an toàn bất cứ khi nào bất cứ điều gì xảy ra giữa Sho Fuwa và Kyoko vì mối quan hệ của họ trước đây và bây giờ trùng hợp ngẫu nhiên thường xuyên của họ, và các cuộc họp chưa trùng hợp ngẫu nhiên, cho Sho nhiều khe hở để làm cho anh ta cảm xúc buồn khổ. Mặc dù có sự tắc nghẽn rõ ràng của sự gần gũi Sho của cô, Ren không có ý định cho Kyoko với anh ta. Quá khứ bí ẩn của Ren là một trở ngại cho cảm xúc lãng mạn của mình đối với Kyoko chưa được khám phá đầy đủ trong manga. Tuy nhiên, nó được biết rằng nam diễn viên của 'Katsuki' trong Tsukigomori đầu tiên, ku Hizuri (ク ー · ヒ ズ リ ku Hizuri?), Là cha mình. Tsuruga Ren là một cái tên giả, anh dùng nó để thoát khỏi cái bóng của sự nổi tiếng của cha mình. Tên thật của anh là Kuon Hizuri (久遠 · ヒ ズ リ Kuon Hizuri?). Khi còn trẻ, anh đã gặp Kyoko và trở thành bạn tốt với cô ấy, mặc dù anh là nhầm lẫn với một cổ tích hoàng tử trẻ và phát âm sai tên của mình bởi Kyoko ("Corn" thay vì "Kuon"). Sau nhiều năm, hai người gặp nhau một lần nữa. Đó là chỉ sau này, khi ông đã phát hiện ra rằng Kyoko là trong thực tế, cô gái bé mà anh đã gặp khi còn là một đứa trẻ. Không lâu sau đó anh đã nhận ra tình cảm thật của anh dành cho cô. Nó cũng được biết rằng ông đã có một quá khứ nhiều bạo lực và đau đớn hơn Kyoko. Điều này được ám chỉ trong một cuộc gặp gỡ với Reino, một nhạc sĩ với khả năng siêu nhiên. Reino nhìn thấy những kỷ niệm của một Ren trẻ từ một hòn đá Ren được sử dụng để hấp thụ những cảm xúc đen tối của mình. Anh nói rằng nỗi buồn ít ỏi Kyoko đã không thể so sánh với những kinh nghiệm của Ren. Ren chỉ là một phần bốn người Nhật. Kuu Hizuri là nửa Nhật Bản và trong khi mẹ của Ren là người nước ngoài đã không được tiết lộ trong anime, nó được biết rằng Ren có một dòng máu của Nhật Bản, Mỹ, và Nga. Ren nói cả tiếng Nhật và tiếng Anh lưu loát, anh cũng nghe nói tiếng Nga nhưng rất kém, nhưng nó không được biết đến cho dù điều này là cố ý hoặc một phiên dịch tốt hơn không thể được tìm thấy. Màu tóc và màu mắt ban đầu của Ren được tóc vàng và màu xanh lá cây, tương ứng, đó là lý do Kyoko nhầm tưởng anh ta một hoàng tử cổ tích khi họ gặp nhau như những đứa trẻ. Trong manga, mẹ của Ren là một mô hình Mỹ / nữ diễn viên xinh đẹp tên là Juliena. Ren dành ngày tuổi teen đầu tiên của anh tại Mỹ, nơi anh bị bắt nạt vì lý do chưa hoàn toàn khám phá rõ nguồn gốc, nhưng kết nối gia đình của mình, máu hỗn hợp, và tình trạng hoạt động đang ám chỉ. Trong một nơi mà người bạn tốt nhất của anh và cố vấn ở Mỹ bị đụng trúng một chiếc xe trong khi cố gắng ngăn chặn anh ta, và đã chết. Nó để lại một vết sẹo tình cảm sâu sắc trong trái tim của mình và anh đã nghĩ mình phải có trách nhiệm. Do đó, Ren thay đổi mình hoàn toàn, nhuộm tóc màu nâu sẫm, mang kính áp tròng màu nâu sẫm, đổi tên từ "Hizuri Kuon" để "Tsuruga Ren" và trở về Nhật Bản để theo đuổi sự nghiệp diễn xuất.
Shō Fuwa (不破 尚 Fuwa Shō)
Lồng tiếng bởi: Nobutoshi Kanna (drama CD), Mamoru Miyano (anime)
Là tên thật là Shotaro (松 太郎?). Anh giữ bí mật vì anh thấy nó rất lạc hậu. Anh là một ngôi sao âm nhạc cực kỳ tài năng nhưng cũng vô cùng tự cao tự đại. Sho đã không ngần ngại hỏi Kyoko từ bỏ cuộc sống của cô ở Kyoto để hỗ trợ anh ở Tokyo, nhận thức đầy đủ quan niệm sai lầm của mình về bản chất của mối quan hệ của họ. Sau khi gặp Kyoko, anh bị sốc và sớm phát hiện ra ông đã có tình cảm với cô hơn anh nghĩ ban đầu. Anh đã không thích nhìn thấy nước mắt của Kyoko từ khi còn nhỏ, biết sở thích của mình trong thực phẩm, và tình yêu của mình cho câu chuyện cổ tích và những điều lãng mạn trong tự nhiên, nhưng đã đánh cắp nụ hôn đầu tiên của cô ấy để cô ấy sẽ ghét anh ta và ám ảnh về anh ta. Sho giữ mối oán thù lớn đối với Ren bởi vì anh được ca ngợi là tuyệt vời nhất, số một chàng trai trong show biz. Sho tuyên bố rằng ông muốn ăn cắp tất cả các fan của Ren và danh hiệu "The Coolest male" từ anh ấy. Anh ấy không thích sự gần gũi của Ren để Kyoko và anh thách thức Ren như anh đã làm cho nó được biết rằng ông sẽ không sẵn sàng từ bỏ vị trí của mình trong trái tim của Kyoko là một cô nghĩ nhiều nhất.
Kanae ("Mōko") Kotonami (琴南 奏江 Kotonami Kanae)
Lồng tiếng bởi: Yukiko Tagami (drama CD), Risa Hayamizu (anime)
Khi được giới thiệu, nhân vật của Kotonami có vẻ như là nhân vật phản diện để nhân vật nữ chính Kyoko, nhưng Kanae có nhiều sự thông cảm hơn so với lần đầu tiên cô xuất hiện. Kanae tuyệt vọng để trở thành một nữ diễn viên hàng đầu vì tỷ lệ tại các buổi thử giọng như Kyoko. Mặc dù cô ấy đã làm tốt hơn Kyoko, cô cũng thất bại vì thiếu tình yêu. Vì vậy, cô đã trở thành thành viên thứ hai của Love Me. Kyoko biệt danh Moko của mình vì thói quen nói "Mo" là một thán từ cô. Sau khi nỗ lực tag-đội bóng của họ trong việc giành một buổi thử giọng cho một thương mại, mặc dù sự khác biệt rõ ràng trong tính cách của họ, cả hai cô gái nhận ra rằng họ đang có trong thực tế rất giống nhau, khiến họ trở thành bạn bè tốt nhất. Mặc dù thái độ của mình đối với Kyoko có thể dường như tách biệt ở lần, rõ ràng là cô coi trọng tình bạn của họ, khi cô miễn cưỡng chia sẻ bí mật của mình với Kyoko khi cô ấy sợ không sẵn lòng của mình để chia sẻ những rắc rối của cô có thể lái xe Kyoko đi. Cô tin rằng Ren Tsuruga có tình cảm với Kyoko vì cách cậu ấy hành động đối với Kyoko.
Yukihito Yashiro (社 倖一 Yashiro Yukihito)
Lồng tiếng bởi: Masahito Kawanago (anime)
Ông là giám đốc của Ren. Khi lần đầu tiên nhìn thấy anh ấy là một nhân vật nghiêm trọng, sau đó anh được sử dụng chủ yếu để hỗ trợ truyện tranh. Chúng tôi nhận được một sự hiểu biết tốt hơn về những thay đổi cảm xúc tinh tế của Ren từ những phản ứng không-để-tinh tế Yashiro để tương tác Ren với Kyoko. Ông hoàn toàn ủng hộ một mối quan hệ lãng mạn giữa hai người và thường xuyên nhắc Ren về sự thiếu tiến bộ trong khu vực đó. Ông cũng có xu hướng liên kết bất cứ điều gì Ren nói với Kyoko và Ren của tình cảm với cô, thậm chí trước khi Ren đến các điều khoản với họ. Anh ấy không biết làm thế nào để lái xe, đó là lý do tại sao Ren luôn luôn làm lái xe. Một trong những vai trò của mình như là người quản lý là phải chú ý đến sức khỏe của Ren trong đó bao gồm kiểm tra rằng ông đã chia sẻ của ông về giấc ngủ và thực phẩm.
Ông phải sử dụng găng tay cao su khi xử lý điện tử bởi vì bất kỳ thiết bị điện tử mà ông chạm trực tiếp sẽ sớm được vô dụng. Đặc biệt, ông đã đề cập rằng một điện thoại di động sẽ chết sau khoảng 10 giây tiếp xúc trực tiếp với làn da của mình.
Lory Takarada (ローリィ宝田 Rōri Takarada)
Lồng tiếng bởi: Banjo Ginga (drama CD), Kouji Ishii (anime)
Lory là chủ tịch của LME (Majestic Entertainment Lory) và ông nội của Maria. Ông được biết đến với lối hào nhoáng của mình ở khắp mọi nơi ông đi, thực hiện vô cùng đến điểm mà tất cả các lối ông đã thực hiện được dựa trên một chủ đề. Ông cũng mặc trang phục, đạo cụ đã hoàn thành, động vật, nhạc nền và nam giới để thực hiện điều đó. Đối với ông, một trong những bí quyết để thành công trong thế giới của chương trình kinh doanh và điều quan trọng nhất là một diễn viên không bao giờ được quên là tình yêu, đó là từ yêu thích của mình; cho khán giả yêu mến Ngài, các diễn viên cũng phải yêu công việc của mình và cho thấy rằng với khán giả để cho anh ta để có được người hâm mộ. Vì nếu không có tình yêu nào cả, các diễn viên sẽ không tồn tại trong thế giới đó. Lory là một trong những người đầu tiên nhận ra tiềm năng trở thành ngôi sao lớn của Kyoko, và tạo ra "Love Me" phần vì điều này. Anh ta có vẻ thật sự quan tâm cho Kyoko và tự hỏi điều gì có thể xảy ra trong quá khứ của cô để khiến cô mất khả năng yêu. Cậu học trong Vol. 4 rằng Kyoko không có một người cha và có một mối quan hệ xấu với mẹ nhưng không biết các chi tiết. Sau đó, khi ông biết được rằng cô đã bỏ học, ông sắp xếp cho cô ấy tham dự một trường trung học chứa sinh viên làm việc trong chương trình kinh doanh và lịch trình bận rộn của họ. Ông cũng là một trong số rất ít người trong ngành công nghiệp đã phát hiện ra rằng Ren là trong tình yêu với Kyoko. Sau đó nó được thể hiện rằng ông đã đóng một phần quan trọng trong cuộc sống của Ren, đặc biệt là trong quá khứ của Ren, như ông khuyên các bạn trẻ và phá vỡ Ren để đánh bại cha mình trong làng giải trí, bởi lần đầu tiên làm việc theo cách của mình tại quốc gia nơi cha Ren được sinh ra, Nhật Bản, và khi Ren cuối cùng đã sẵn sàng anh có thể quay về Mỹ, nơi ông có thể tự mình nhập vào Hollywood tất cả một mình mà không cần sự giúp đỡ của Lory. Với điều này, ông đã dẫn dắt Ren trong thời gian ở Nhật Bản. Là chủ tịch của công ty của ông, ông không bao giờ cho thấy sự thiên vị thậm chí Ren khi nói đến kinh doanh nghiêm trọng tại nơi làm việc. Sau khi ông xung quanh, phong cách của mình trong đánh giá khả năng của một diễn viên ở lại trong vai trò của mình hay không là nếu ông không hài lòng và diễn viên không hành động dựa trên các tiêu chuẩn của mình, ông sẽ để lại ngay cả trước khi cảnh kết thúc quá trình quay phim, mà có nghĩa là các diễn viên đã được chấm dứt từ vở kịch. Ông cũng có một trợ lý với anh ta là người luôn luôn xung quanh, những người luôn mặc một bộ trang phục arabic.
Takenori Sawara (椹 武憲 Sawara Takenori)
Lồng tiếng bởi: Tomoyuki Kōno (drama CD), Kenji Hamada (anime)
Ông là người đứng đầu bộ phận tài năng của L.M.E.. Sawara bị dày vò bởi Kyoko vào cho phép cô tham gia buổi thử giọng diễn viên mới LME (Kyoko ban đầu thử giọng dưới "Tài năng" hơn là "Quyền"). Mặc dù cuộc họp đầu tiên, ông thực sự là rất ủng hộ của Kyoko, thậm chí thông qua thiên hướng của mình cho sự nghiệp của riêng mình vấp ngã lên. Sawara là theo ấn tượng rằng Kyoko thực sự là một fan hâm mộ của Sho.
Maria Takarada (宝田 マリア Takarada Maria)
Lồng tiếng bởi: Hiromi Konno (anime)
Maria là cháu gái của Chủ tịch LME và sử dụng để sử dụng xuất hiện dễ thương của cô để có được sự cảm thông của người dân. Cô làm như vậy trước khi Kyoko audition; Tuy nhiên Kyoko nhận ra điều này, và gọi cô ra trên đó. Trong khi một số người sẽ giận dữ với Kyoko, Maria bắt đầu thần tượng của mình, và xem cô như một người chị lớn cuối cùng. Maria cũng bị một phức tạp tội lỗi lớn sau khi mẹ cô qua đời trong một tai nạn máy bay khi trở về Nhật Bản vào ngày sinh nhật của Maria theo yêu cầu của Maria. Kết quả là, Maria nghĩ rằng cha cô ghét cô. Kyoko quản lý để làm cho Maria hiểu rằng cha cô không ghét cô cũng không nghĩ rằng Maria gây ra cái chết của mẹ cô. Vào ngày sinh nhật của cô, Maria có thể chính thức hòa giải với cha cô trong một lời cảm ơn Đảng sắp xếp bởi cô và Kyoko. Maria chia sẻ một quan tâm đến ma thuật đen với Kyoko và có một lòng lớn trên Ren Tsuruga.
Shoko Aki (安芸 祥子 Aki Shōko)
Lồng tiếng bởi: Rio Natsuki (anime)
Shoko Aki là quản lý Sho Fuwa tại Công ty Akatoki. Kể từ khi Sho và Kyoko chia tay Sho đã sống ở nơi cô ta. Tuy nhiên, anh đã sống tại nơi cô ta hầu hết thời gian khi anh vẫn còn sống chung với Kyoko. Shoko Aki mình muốn trở thành một nữ diễn viên (Act.85), nhưng quyết định cô không có tài năng. tuy nhiên cô vẫn muốn làm việc đó để được kết nối với các chương trình kinh doanh, và có một công việc như một người quản lý. Cô cũng tin Sho có tình cảm với Kyoko, và cố gắng gợi ý rằng anh nên thú nhận tình cảm của mình với cô ấy.